# Atentát v Boloni

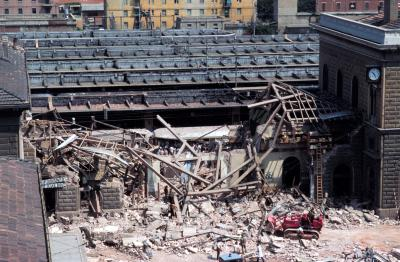
Stanice krátce po výbuchu.

Atentát v Boloni, přezdívaný též jako Boloňský masakr (italsky: strage di Bologna), byl velký bombový útok na hlavní železniční stanici v italské městě Bologna (česky Boloň) z 2. srpna 1980, při kterém zahynulo 85 lidí a více než 200 jich bylo zraněno. Dodnes jde o největší teroristický útok v Itálii spáchaný po 2. světové válce a jeden z největších útoků v západní Evropě.

## Průběh události
Bomba, která byla tvořena pravděpodobně 23 kilogramovou směsí TNT a RDX, byla umístěna v cestovním kufru uloženém v nádražní čekárně. Vybuchla v 10.25 místního času a zcela zničila velkou část budovy stanice, která byla v době exploze plná lidí, přičemž zasáhla i vlak na trati Ancona-Chiasso, který stál v osudnou chvíli na 1. nástupišti. Výbuch byl dle výpovědí svědků slyšet na vzdálenost několika kilometrů. Město sice nebylo na podobnou událost vůbec připraveno, zareagovalo však rychle. K dispozici byl pouze omezený počet sanitních vozů a zranění tedy museli být mnohdy hromadně odváženi do nemocnice i pomocí autobusů a taxíků.

## Vyšetřování
Z útoku byla zpočátku obviňována levicová organizace Rudé brigády, zakrátko se však ukázalo, že odpovědnost za něj nese jedna z ultrapravicových skupin. Po letech složitého vyšetřování byli v červenci roku 1988 čtyři členové neofašistické skupiny Nuclei Armati Rivoluzionari (zkr. NAR) odsouzeni k doživotnímu odnětí svobody. Šlo o vůdce skupiny Valeria Fioravantiho (v době útoku mu bylo 22 let), jeho ženu Francescu Mambrovou (v době útoku 21 let), Massimiliana Fachiniho a Sergia Picciafuoca. Další dva obvinění členové skupiny byli odpovědnosti za útok zbaveni.

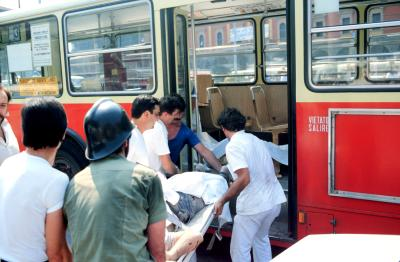
Ranění jsou do nemocnice provizorně odváženi pomocí autobusů MHD

V souvislosti se záměrným podsouváním falešných důkazů k obvinění nevinných osob byly na několikaleté tresty pro maření vyšetřování odsouzeni tři členové Italské vojenské zpravodajské agentury (SISMI). V červenci 1990 odvolací soud rozsudek zrušil, v listopadu 1995 však kasační soud doživotní tresty pro Fioravantiho a Mambrovou potvrdil, odsouzení však odpovědnost za útok dodnes popírají. V roce 2004 byl za spoluodpovědnost při útoku na 30 let odsouzen další organizátor útoku Luigi Ciavardini, kterému bylo v době útoku 17 let.
K dnešnímu dni existuje v souvislosti s útokem v Boloni stále mnoho nezodpovězených otázek. Předpokládá se, že za uspořádáním útoku stojí mnohem více osob než jen zmínění tři odsouzení, nejasné zůstávají i jejich motivy.

## Seznam obětí
| - Antonella Ceci, 19 - Angela Marino, 23 - Leo Luca Marino, 24 - Domenica Marino, 26 - Errica Frigerio, 57 - Vito Diomede Fresa, 62 - Cesare Francesco Diomede Fresa, 14 - Anna Maria Bosio, 28 - Carlo Mauri, 32 - Luca Mauri, 6 - Eckhardt Mader, 14 - Margret Rohrs, 39 - Kai Mader, 8 - Sonia Burri, 7 - Patrizia Messineo, 18 - Silvana Serravalli, 34 - Manuela Gallon, 11 - Natalia Agostini, 40 - Marina Antonella Trolese, 16 - Anna Maria Salvagnini, 51 - Roberto De Marchi, 21 - Elisabetta Manea, 60 - Eleonora Geraci, 46 - Vittorio Vaccaro, 24 - Velia Carli, 50 - Salvatore Lauro, 57 - Paolo Zecchi, 23 - Viviana Bugamelli, 23 - Catherine Helen Mitchell, 22 | - John Andrew Kolpinski, 22 - Angela Fresu, 3 - Maria Fresu, 24 - Loredana Molina, 44 - Angelica Tarsi, 72 - Katia Bertasi, 34 - Mirella Fornasari, 36 - Euridia Bergianti, 49 - Nilla Natali, 25 - Franca Dall'Olio, 20 - Rita Verde, 23 - Flavia Casadei, 18 - Giuseppe Patruno, 18 - Rossella Marceddu, 19 - Davide Caprioli, 20 - Vito Ales, 20 - Iwao Sekiguchi, 20 - Brigitte Drouhard, 21 - Roberto Procelli, 21 - Mauro Alganon, 22 - Maria Angela Marangon, 22 - Verdiana Bivona, 22 - Francisco Gómez Martínez, 23 - Mauro Di Vittorio, 24 - Sergio Secci, 24 - Roberto Gaiola, 25 - Angelo Priore, 26 - Onofrio Zappalà, 27 | - Pio Carmine Remollino, 31 - Gaetano Roda, 31 - Antonino Di Paola, 32 - Mirco Castellaro, 33 - Nazzareno Basso, 33 - Vincenzo Petteni, 34 - Salvatore Seminara, 34 - Carla Gozzi, 36 - Umberto Lugli, 38 - Fausto Venturi, 38 - Argeo Bonora, 42 - Francesco Betti, 44 - Mario Sica, 44 - Pier Francesco Laurenti, 44 - Paolino Bianchi, 50 - Vincenzina Sala, 50 - Berta Ebner, 50 - Vincenzo Lanconelli, 51 - Lina Ferretti, 53 - Romeo Ruozi, 54 - Amorveno Marzagalli, 54 - Antonio Francesco Lascala, 56 - Rosina Barbaro, 58 - Irene Breton, 61 - Pietro Galassi, 66 - Lidia Olla, 67 - Maria Idria Avati, 80 - Antonio Montanari, 86 |